# كريس ديوك
كريس ديوك (بالإنجليزية: Chris Duke)‏ (22 أكتوبر 1967 في الولايات المتحدة - ) هو لاعب كرة قدم أمريكي في مركز الدفاع. لعب مع Pittsburgh Stingers ‏ وKansas City Attack ‏ وكنساس سيتي كومتس ‏.